# Martin's Act

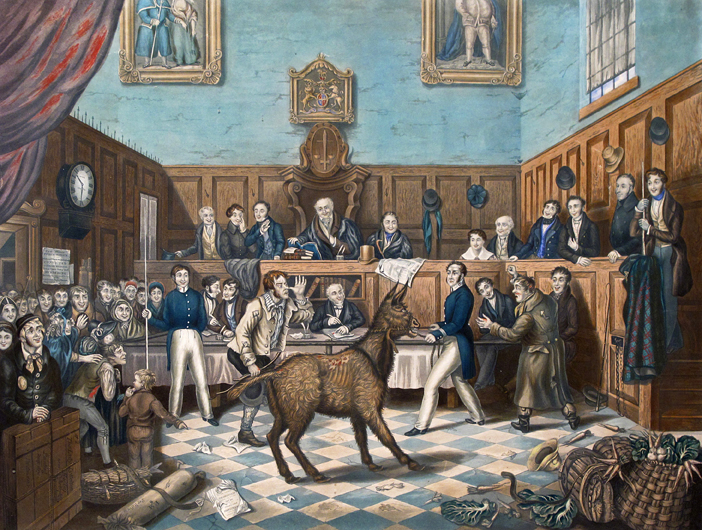
Tableau du procès de Bill Burns, le premier homme à avoir été condamné pour cruauté envers un animal par la loi de 1822. Il avait été vu en train de battre son âne.

Le Martin's Act - le Cruel Treatment of Cattle Act (la « loi sur le traitement cruel du bétail ») - est une loi votée par le parlement du Royaume-Uni en 1822 ; elle constitue un des premiers textes visant à établir les droits des animaux. Elle doit son surnom au député Richard Martin, qui en est l'auteur.
Le texte mentionne bœuf (ox), vache (cow), génisse (heifer), bouvillon (steer), mouton (sheep) et autre bétail (cattle). Cependant, le texte de la loi n'incluait donc pas les taureaux. Ce n'est qu'en 1835 qu'a été votée une nouvelle loi (le Cruelty to Animals Act de 1835) pour traiter cet aspect. Cette loi fut abrogée par le Cruelty to Animals Act de 1849.